# Peter Snell
Peter George Snell (Opunake, Nueva Zelanda; 17 de diciembre de 1938-Dallas, Texas, Estados Unidos; 12 de diciembre de 2019) fue un atleta neozelandés especialista en pruebas de media distancia. Ganador de tres medallas de oro olímpicas, fue elegido el mejor deportista neozelandés del siglo XX.
Falleció en su domicilio de Dallas el 12 de diciembre de 2019 a los 80 años.

## Comienzos
Su familia se trasladó a Waikato en 1949, donde él se convirtió en un gran deportista practicando atletismo, rugby union, cricket, tenis, bádminton y golf.
En su adolescencia destacó en tenis y llegó a participar en los campeonatos júnior de Nueva Zelanda.
Con diecinueve años, se centró en el atletismo convencido por las palabras de su futuro entrenador Arthur Lydiard, quien le dijo: «Peter, con la velocidad que tienes, si te entrenas duro, serás uno de los mejores corredores de media distancia». Durante sus comienzos bajo el tutelaje de Lydiard, empezó a ganar campeonatos y batir récords de Nueva Zelanda en las pruebas de 880 yardas y la milla.

## Éxito olímpico
En 1960 se convirtió en una figura mundial al vencer en la final de los 800 m en los Juegos Olímpicos de Roma. Este éxito lo refrendó en 1964 cuando en los Juegos Olímpicos de Tokio repitió triunfo en los 800 m y venció también en los 1500 m. Su marca en los 800 m le hubiera permitido ser plata en los Juegos Olímpicos de Sídney 2000. El doblete 800-1500 m no se repitió en un campeonato internacional (Mundiales o Juegos Olímpicos) hasta que Rashid Ramzi de Bahrain lo logró en los Campeonatos del Mundo de 2005.

## Récords del mundo
En enero de 1962 batió el récord mundial de la milla en Wanganui, y una semana después batió los récords mundiales de los 800 m y de las 880 yardas en Christchurch. En 1962 ganó y volvió a batir el récord del mundo de las 880 yardas en los Juegos de la Commonwealth celebrados en Perth, donde también venció en la prueba de la milla.
En total batió cinco récords del mundo individuales, y con sus compañeros del equipo nacional batió el récord mundial de relevos de 4 x 1 milla. En 1965 cuando se encontraba en la cima de su carrera se retiró del atletismo.
Sus récords en los 800 m (1 minuto 44.3 segundos) conseguido en 1962 y de los 1000 m (2 minutos 16.6 segundos) permanecen aún como récords de Nueva Zelanda.